# Lynn Nottage
Lynn Nottage (New York, 2 novembre 1964) è una drammaturga e produttrice televisiva statunitense.

## Biografia
Ha studiato alla Fiorello H. LaGuardia High School, alla Brown University e a Yale. La sua prima opera teatrale, Intimate Apparel, è andata in scena per la prima volta a Costa Mesa nel 2003 e nel 2009 ha vinto il Premio Pulitzer alla drammaturgia per la sua pièce Ruined. Nel 2017 ha vinto nuovamente il premio per il suo dramma Sweat, diventando quindi la prima donna a vincere il Premio Pulitzer per la drammaturgia per più di una volta. Nel 2017 ha sceneggiato e prodotto la serie televisiva She's Gotta Have It. Nel 2021 ha scritto il libretto del musical MJ, incentrato sulla vita di Michael Jackson, che le è valso una candidatura al Tony Award al miglior libretto di un musical; nello stesso anno ha ricevuto anche una nomination al Tony Award alla migliore opera teatrale per Clyde's.
Lynn Nottage è sposata con il regista Tony Gerber e la coppia ha avuto due figlie, Ruby Aiyo e Melkamu Gerber.

## Opere teatrali
- Crumbs from the Table of Joy (1995)
- Por'Knockers (1995)[3]
- Mud, River, Stone (1997)[4]
- Las Meninas (2002)[5]
- Intimate Apparel (2003)
- Fabulation, or the Re-Education of Undine (2004)
- Ruined (2008)
- By the Way, Meet Vera Stark (2011)[6]
- Sweat (2015)
- Mlima's Tale (2018)
- Floyd's (2019)
- Clyde's (2021)
- MJ (2021)

## Filmografia

### Sceneggiatrice
- She's Gotta Have It - serie TV, 1 episodio (2017)

### Produttrice
- She's Gotta Have It - serie TV, 10 episodi (2017)

## Riconoscimenti
- Premio Pulitzer
  - 2009 – Premio Pulitzer per la drammaturgia per Ruined
  - 2017 – Premio Pulitzer per la drammaturgia per Sweat
- Tony Award
  - 2017 – Candidatura per la migliore opera teatrale per Sweat
  - 2022 – Candidatura per la migliore opera teatrale per Clyde's
  - 2022 – Candidatura per il miglior libretto di un musical per MJ
- Obie Award
  - 2005 – Migliore opera teatrale per Fabulation
  - 2009 – Migliore opera teatrale per Ruined
  - 2017 – Migliore opera teatrale per Sweat
- Premio Laurence Olivier
  - 2019 – Candidatura per la migliore nuova opera teatrale per Sweat